# Murasaki Shikibu
Murasaki Shikibu (紫 式部) (ca. 973-1014) var en kvindelig japansk forfatter. Hun tjente ved det kejserlige hof under Japans Heian-periode. Hun skrev blandt andet Genji monogatari (Fortællingen om Genji) på japansk mellem ca. år 1000 og 1008. Denne bog er en af verdenshistoriens første og mest berømte romaner.
Murasaki ble opfostret af faren Tametoki som var en lærd officer ved hoffet. Dette var usædvanligt fordi det på den tid var normalt at par levede separat og at barn boede hos moren og hendes familie. Faren gav hende i tillæg samme uddannelse som drenge, og hun fik oplæring i blandt andet kinesisk som var hoffets officielle sprog. Piger fik som oftest oplæring i kana-stavelserne (hiragana og katakana) og digtning. Faren roste hendes intelligens og evner, men beklaget sig over at hun var "født kvinde".
Ved hoffet var hun tjener for kejserinde Shoshi/Akiko, og kan være blevet ansat af Fujiwara Michinaga for at tjene kejserinden.
Tre værker er tilskrevet Murasaki, hvoraf det mest berømte er Genji monogatari. Murasaki Shikibu Nikki (Murasaki Shikibu-dagbog) og Murasaki shikibu-samlingen blev begge udgivet efter hendes død. Murasaki shikibu-samlingen var et udvalg af 128 digte skrevet af Murasaki.
Hendes virkelige navn er ukendt. I følge hendes dagbog fik hun kaldenavnet "Murasaki" efter en skikkelse i Genji Monogatari mens "Shikibu" henviser til farens stilling i ceremoni-byrået (shikibu-shō).